# Ligne (rivière)
Pour les articles homonymes, voir Ligne.
La Ligne est une rivière française qui coule dans le département de l'Ardèche en région Auvergne-Rhône-Alpes. C'est un affluent de l'Ardèche en rive droite, donc un sous-affluent du Rhône.

## Géographie
De 23 km de longueur, la Ligne naît sur le territoire de la commune de Prunet dans le massif du Tanargue (Cévenne ardéchoise), à une vingtaine de kilomètres à l'ouest d'Aubenas. Son cours se déroule grosso modo depuis le nord-ouest vers le sud-est. Elle se jette dans l'Ardèche à la limite entre les communes de Labeaume et de Chauzon, quelques kilomètres en amont de la confluence de la Beaume puis du Chassezac avec l'Ardèche.

### Communes traversées
La Ligne traverse les communes de Prunet, Rocher, Joannas, Chassiers, Tauriers, Largentière, Montréal, Uzer, Chauzon et Labeaume, toutes situées dans le département de l'Ardèche.
La vallée de la Ligne était une vallée moulinière.

## Affluents
La ligne compte deux principaux affluents, le Roubreau en rive gauche et la Lande en rive droite. 

## Hydrologie
Son régime hydrologique est dit pluvial cévenol.

### La Ligne à Labeaume
Le débit de la Ligne a été observé durant une période de 18 ans (1972-1989), à Labeaume, localité du département de l'Ardèche, située au niveau de son confluent. La taille du bassin versant est de 112 km2, c'est-à-dire la quasi-totalité du bassin de la rivière. 
Le débit moyen interannuel, ou module, de la rivière à Labeaume est de 2,07 m3/s.
La Ligne présente des fluctuations saisonnières de débit assez importantes, avec des hautes eaux allant de l'automne au printemps et portant le débit mensuel moyen à un niveau situé dans une fourchette allant de 2,05 à 3,99 m3/s, d'octobre à mai inclus. Cette période comporte deux maxima : celui d'octobre (3,99 m3/s) correspondant aux pluies d'automne et celui de février (3,64 m3), correspondant au printemps. Entre les deux sommets survient une baisse de débit atteignant son plancher en décembre avec 2,44 m3/s. Les basses eaux ont lieu de juin à septembre, avec une chute du débit moyen mensuel jusqu'au niveau de 0,328 m3 au mois de juillet. 

### Étiage ou basses eaux
Le VCN3 peut chuter jusqu'à 0,002 m3, en cas de période quinquennale sèche, soit deux petits litres par seconde, ce qui est très sévère, le cours d'eau étant ainsi quasi à sec. 

### Crues
La Ligne est une rivière cévenole typique, c'est-à-dire que ses crues peuvent être extrêmement importantes, compte tenu de l'exiguïté du bassin versant. Le QIX 2 et le QIX 5 valent respectivement 170 et 300 m3/s. Le QIX 10 est de 390 m3/s. Le QIX 20 se monte à 480 m3/s. Quant au QIX 50, il n'a pas été calculé faute de durée d'observation suffisante de la rivière pour le faire valablement. Il est estimé à près de 600 m3/s. Ces chiffres atteignent presque les débits de crue de la Marne à Paris, rivière dont le bassin est plus de 100 fois plus vaste ! Le QIX 10 de cette dernière aux portes de Paris vaut 510 m3/s, tandis que son QIX 50 est de 650 m3.
Le débit instantané maximal enregistré a été de 622 m3/s le 14 octobre 1983, tandis que la valeur journalière maximale était de 162 m3/s le lendemain 15 octobre. Il s'agissait d'une crue d'ordre au moins cinquantennal.

### Lame d'eau et débit spécifique
La Ligne est une rivière bien alimentée et donc abondante. La lame d'eau écoulée dans son bassin est de 586 millimètres annuellement, valeur nettement supérieure à la moyenne d'ensemble de la France, et sensiblement égale à celle de l'ensemble du bassin versant du Rhône (594 millimètres). Le débit spécifique (ou Qsp) se monte à 18,2 litres par seconde et par kilomètre carré de bassin.